# 爪哇閃皮蛇
爪哇閃皮蛇（學名：Xenodermus）是蛇亞目游蛇科閃皮蛇亞科下的一個單型蛇屬，屬下只有爪哇閃皮蛇（Xenodermus javanicus）一種蛇類。

## 備註
1. ↑  （英文）TIGR爬蟲類資料庫：爪哇閃皮蛇